# Baidu Baike
Baidu Baike (百度百科) is een Chinese internetencyclopedie, opgericht door de Chinese zoekmachine Baidu.
De encyclopedie is bedoeld als concurrent van de Chineestalige Wikipedia maar doet - in tegenstelling tot deze laatste - in sterke mate aan zelfcensuur. Alleen officieel aangemelde leden kunnen artikelen toevoegen of wijzigen. Verboden zijn inhouden die van pornografische aard zijn, of "kwaadaardige" aanvallen op staatsinstellingen bevatten, ofwel "de maatschappelijke en openbare orde schaden", of conflicten met minderheden en godsdienstige groeperingen uitlokken, of aanzetten tot racisme.
In tegenstelling tot de Chineestalige Wikipedia, waartoe de toegang vanuit de Volksrepubliek China sedert oktober 2005 wordt geblokkeerd, wordt de toegang tot deze internetencyclopedie niet door de Chinese autoriteiten gestoord. Drie weken na de start telde Baidu Baike al 90.000 artikelen. Dat kon doordat duizenden artikelen zonder bronvermelding werden overgenomen uit de Chinese Wikipedia, iets wat in principe niet toegestaan is door de GNU-licentie voor vrije documentatie.
Eind 2014 bereikte Baidu Baike de mijlpaal van 10 miljoen artikelen.